# Долна Канара
Долна Канара (на турски: Aşağıkanara) е село в околия Ковчаз, вилает Лозенград, Турция.

## География
Селото се намира в близост до българо-турската граница, 42 км северно от Лозенград.

## История
В XIX век Долна и Горна Канара са български села в Одринска кааза на Одринския вилает на Османската империя. Според „Етнография на вилаетите Адрианопол, Монастир и Салоника“, издадена в Константинопол в 1878 година и отразяваща статистиката на населението от 1873 година, Канара (Canara) има 90 домакинства и 383 българи.
Според статистиката на професор Любомир Милетич в 1912 година в Долна Канара живеят 30 български екзархийски семейства.
Българското население на Долна Канара се изселва след Междусъюзническата война в 1913 година.

## Личности
Родени в Долна Канара
- Стоян Георгиев, български революционер, колар, през 1903 година е войвода на смъртната дружина в Долна Канара.[3]